# Монастирок (заповідне урочище)
Монастиро́к — заповідне урочище місцевого значення у Черкаському районі Черкаської області.

## Опис
Заповідне урочище площею 2,5 га розташоване за 2 км на схід від м. Городище.
Як об'єкт природно-заповідного фонду створено рішенням Черкаського облвиконкому від 13.05.1975 р. № 288. Землекористувач або землевласник, у віданні якого знаходиться заповідний об'єкт — КСП ім. Т. Г. Шевченка. 
Під охороною насадження сосни віком 50-100 років на схилах тераси з яблуневим садом, поруч р. Вільшанка, різноманітний трав’яний покрив.